# Cinema d'animació a Catalunya
El Cinema d'animació a Catalunya és aquell cinema d'animació fet a Catalunya. L'animació catalana es caracteritza pel talent creatiu i la inestabilitat. Ha estat prolixa en sèries infantils per a la televisió, que han tingut projecció internacional. Malgrat esforços lloables i aïllats, la producció de llargmetratges no acaba de consolidar-se i l'animació d'autor o les sèries per a adults han estat, en qualsevol cas, empresa de franctiradors.

## Context
L'animació a Catalunya ha tingut la base a Barcelona i, si alguna cosa l'ha caracteritzat, ha estat la producció seriada, destinada tant al cinema com a la televisió. En un inici van ser curtmetratges per a la pantalla gran creats per productores com Dibujos Animados Chamartín, Dibsono o Estela Films. Després d'alguns anys de menys producció, la televisió va donar noves oportunitats la dècada dels vuitanta, quan va col·locar l'animació catalana al mapa internacional gràcies al treball creat en productores com Cromosoma (Les Tres Bessones), Acció (10+2), Neptuno Films (La vaca Connie), BRB (Història de Catalunya), D'Ocon (Els Fruittis) o Rodolfo Pastor (Capelito. El bolet màgic). Sèries que van poder realitzar-se, en molts casos, gràcies al suport de la Televisió de Catalunya (TVC) i la Televisió Espanyola (TVE) i a un model de producció que ha portat part del laboriós procés de l'animació a Àsia i als països de l'Est.
D'altra banda, la capitalitat que Barcelona, seu d'editorials com Bruguera, Norma Editorial o El Jueves, ha ostentat en el món del còmic, ha facilitat el traspàs de talents, temes i personatges d'un món a l'altre. Alguns dels talentosos dibuixants que han saltat del paper i les vinyetes a la pantalla han estat Escobar, Ivà, Mariscal o Daniel Torres.
De totes aquestes produccions inspirades en el món del còmic destaquen Historias de amor y masacre (1979), que incorpora els personatges d'Ivà i d'altres humoristes gràfics de la Transició; Cobi (1992), una sèrie animada basada en la mascota olímpica dels Jocs Olímpics de Barcelona creada per Mariscal; Las Aventuras de Tom (2004), amb el dinosaure de Daniel Torres animat com a protagonista, en una coproducció de Cromosoma-Norma Animación; o Arròs Covat (2009), una sèrie per a adults amb dibuixos de Juanjo Sáez, d'Escándalo Films.
Quant als llargmetratges, llevat de comptades i singulars excepcions com el primer llarg de dibuixos de lestat espanyol, El cigronet valent (Arturo Moreno, 1945), o lextraordinari El màgic dels somnis (Francisco Macián, 1966), no hi ha gaires títols destacables i, desafortunadament i malgrat el talent dels dibuixants, no hi ha hagut res semblant a un director o una productora que hagin treballat en aquest format amb continuïtat i qualitat notable. Part de la modernitat d'El màgic dels somnis està en lús de veus infantils i sobretot en el disseny dels personatges protagonistes, la família Telerín, creada pels germans Moro. A més didear la família animada més famosa de TVE, els estudis Moro de Madrid van destacar en el panorama espanyol amb una animació publicitària innovadora, a còpia de dissenys i animacions elementals i un magnífic ús del color.
La productora i distribuïdora catalana Filmax va intentar crear una factoria d'animació amb seu a Galícia (Bren), a imatge de la Fantastic Factory. Malgrat la inversió en noves tecnologies, els resultats no van estar a l'altura en un mercat liderat per gegants com Pixar o Dreamworks. Acció va completar Cher Ami (2009), un llargmetratge en dibuixos animats a l'estil Disney, mentre l'estudi Mariscal ultima Chico i Rita, cinta destinada al públic adult amb Fernando Trueba com a productor.
L'activitat més independent, deixant a part el magnífic llegat dels tàndems Jan Baca-Toni Garriga i Jordi Tomás-Francesc Estrada o els treballs experimentals de Jordi Artigas, la protagonitzen petits estudis i autors que han trobat reconeixement dins i fora de Catalunya. Firmes com Dvein, Laboratórium, Kotok, Escándalo Films, No Domain, el taller PDA o autors com Carles Porta, han sabut treure profit d'unes tecnologies més accessibles per fer arribar el seu talent a la pantalla. Malgrat això, encara són la publicitat, els encàrrecs institucionals i la docència els salvavides professionals d'aquesta comunitat.
La filial d'estudis Moro a Barcelona, dirigida per Julio Taltavull, serà en part el germen dun dels estudis publicitaris barcelonins més destacats de les dècades dels 70 i 80: Pegbar Producciones, dirigida per Robert Balser. A més de Pegbar, Macián, Buch-Sanjuán i Full Animation, abans Estudi Andreu, formen part de la història de l'animació publicitària de Catalunya.
Altres creadors amb talent com Carles i Jordi Grangel treballen des del seu estudi a Barcelona per a grans produccions nord-americanes i reconegudes firmes com Tim Burton o Dreamworks. Els festivals i l'activitat acadèmica han mantingut vius, d'altra banda, l'interès i la informació sobre el mitjà.
Els últims anys, la creació i la distribució s'han vist afavorides per l'aparició de cursos especialitzats (MAISCA a les Balears i Fak d'Art, 9zeros o el Màster en 3D de la UPF a Barcelona), centrats sobretot en l'ús de les noves tecnologies. Quant als festivals, territori en el qual ha sobreviscut l'animació d'autor durant dècades, Catalunya té esdeveniments assentats, com l'Animac Lleida o l'Anima't Sitges, al costat d'altres d'associats als centres dart, com Artfutura. Finalment, cal destacar el paper de lAssociació Internacional del Cinema d'Animació (Asifa) en la tasca de congregar i informar la professió des de mitjan anys 80.